# سن-امان
شهر سن-امان (به فرانسوی: Sint-Amands) در شهرستان مشلان در استان آنتوئر در منطقه فلاندری در کشور بلژیک واقع شده‌است.